# Marie Amalie von Baden

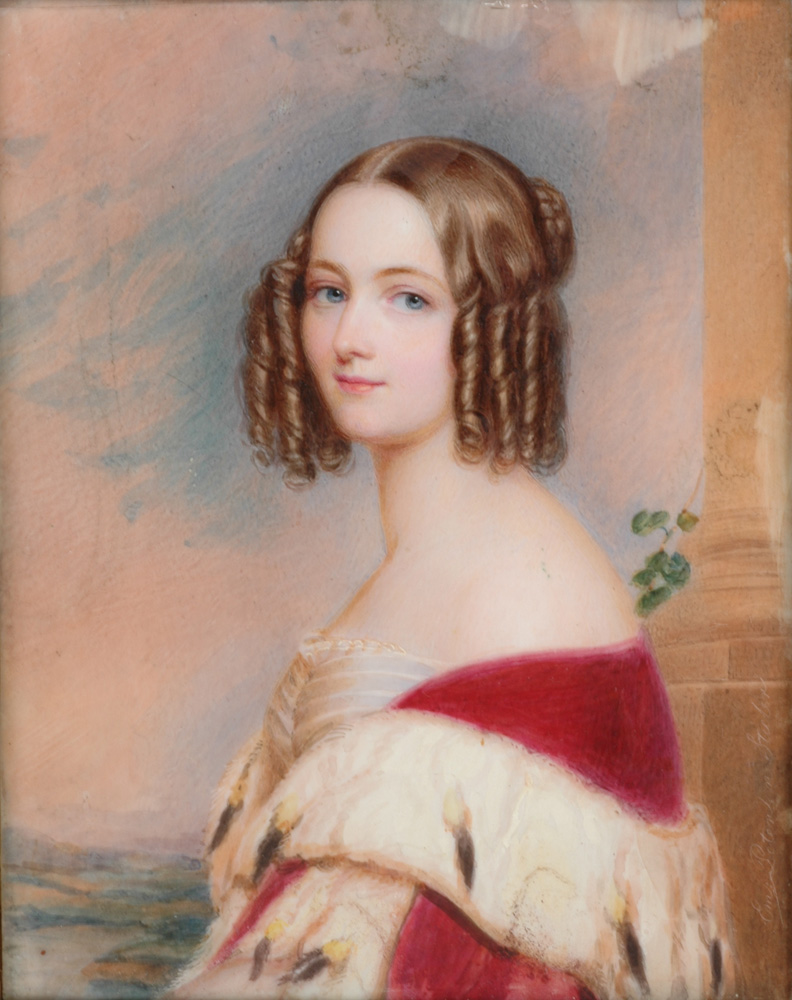
Marie Amalie von Baden, Miniatur auf Elfenbein von Emanuel Thomas Peter (1799–1873) nach einem Porträt von Joseph Karl Stieler

Marie Amelie Elisabeth Karoline von Baden, auch Maria Amalia genannt (* 11. Oktober 1817 oder 1818 in Karlsruhe; † 8. oder 18. Oktober 1888 in Baden-Baden) war eine badische Prinzessin und durch Heirat Duchess of Hamilton.

## Leben
Prinzessin Marie Amalie wurde am 11. Oktober 1817 (nach anderer Quelle 1818) als jüngstes Kind von Großherzog Karl von Baden und seiner Frau Stéphanie de Beauharnais, der Adoptivtochter Napoleons, geboren; ihre älteren überlebenden Geschwister waren Luise und Josephine.
Marie Amalie selbst bezeichnete Kaspar Hauser, der ihr ähnlich gesehen haben soll, als ihren 1812 geborenen und vermutlich nach wenigen Tagen verstorbenen Bruder. Ihre umstrittene Aussage gab den Anhängern der Erbprinzentheorie weiteren Zulauf.
Am 23. Februar 1843 heiratete Marie Amalie in Mannheim den schottischen Adligen William Hamilton, Marquess of Douglas, Sohn und Erbe des Alexander Hamilton, 10. Duke of Hamilton. Durch die Heirat erhielt sie den Höflichkeitstitel Marchioness of Douglas. Aus der Ehe gingen drei Kinder hervor. Die Familie lebte im Brodick Castle auf der Isle of Arran, später im Hamilton Palace nahe der Stadt Hamilton. 1852 wurde Maries Ehemann William nach dem Tod seines Vaters 11. Duke of Hamilton, sie selbst erhielt den Höflichkeitstitel Duchess of Hamilton. 1855 konvertierte sie zum römisch-katholischen Glauben. Nach dem Tod ihres Mannes 1863 kehrte sie in ihre Heimat zurück, wo sie im Oktober 1888 in Baden-Baden starb.

## Nachkommen
Mit ihrem Mann William Hamilton, 11. Duke of Hamilton, hatte sie drei Kinder:
- William Hamilton, 12. Duke of Hamilton (1845–1895);
- Charles Douglas-Hamilton, 7. Earl of Selkirk (1847–1886);
- Mary Victoria Hamilton (1850–1922), ⚭ (1) 1869 Fürst Albert I. von Monaco, ⚭ (2) 1880 Fürst Tassilo Festetics von Tolna.